# Bojan Krstevski
Bojan Krstevski (in macedone Бојан Крстевски?; Skopje, 4 giugno 1989) è un cestista macedone.

## Carriera
Con la Macedonia ha disputato i Giochi del Mediterraneo di Mersin 2013.

## Palmarès
- Campionato macedone: 4

Rabotnički Skopje: 2017-18
MZT Skopje: 2020-21, 2021-22, 2022-23
- Coppa di Macedonia: 4

Rabotnički Skopje: 2019
MZT Skopje: 2021, 2023, 2024